# نوستریا

نوستریا مشخص شده با رنگ نارنجی

نوستریا(به آلمانی: Neustrien) و (به فرانسوی: Neustrie) نام بخش غربی مرزهای فرانک‌ها در زمان فرمانروایی دودمان مروونژی میان سده‌های ششم تا هشتم میلادی بود.
نام بخش غربی اوسترازیا بود و مرزهای تقریبی این دو سرزمین میان آکیتان در جنوب و کانال مانش در شمال کشیده شده بود. این مرزبندی پس از مرگ کلوویس یکم در سال ۵۱۱ (میلادی) پدید آمد.